# Jenny Minne-Dansaert
Jenny Victorine Fernande Minne-Dansaert (Gent, 21 november 1844 – Parijs, 11 december 1909) was een Belgische kantwerkster en directrice van een familiaal kantwerkbedrijf, het Huis Minne-Dansaert, eerst in Brussel en daarna in Haaltert. Zij ontwikkelde een productie van hoge kwaliteit. Zij was tevens feministe en hechtte belang aan een gemeenschappelijke opleiding voor mannen en vrouwen.

## Biografie
Jenny Minne-Dansaert leerde kantklossen bij haar moeder, Thérèse Minne-Dansaert. Zij had een perfecte beheersing van verscheidene talen: Frans, Nederlands, Duits en Engels, hetgeen zeer nuttig was om haar bedrijf in het buitenland bekend te maken. Ze had, net als haar moeder, een sterk karakter en een hoog gevoel van eigenwaarde.
Jenny Minne-Dansaert nam het bedrijf over van haar ouders en zette zich in om de hoge kwaliteit van het huis te handhaven  en te verbeteren door te investeren in het zoeken naar originele ontwerpen en het verbeteren van de technische aspecten.
Thérèse Minne-Dansaert leidde het kantbedrijf Charles Minne-Dansaert, een gerenommeerde onderneming in Brussel sinds 1856. Zij won belangrijke prijzen op de internationale tentoonstellingen van Londen in 1862 en Parijs in 1867.
In het midden van de 19e eeuw daalde het aantal vrouwelijke kantwerksters in Brussel, wanneer vrouwen meer kansen kregen op beter betaalde banen in de zich ontwikkelende industrie. De kantfabrikanten deden dan een beroep op kantwerksters van het Vlaamse platteland door bemiddeling van plaatselijke kloosters of kleine ondernemingen, maar de opleiding van en het toezicht op de kantwerksters lieten vaak te wensen over en dit had een impact op de kwaliteit. In 1889 verhuisde Jenny Minne-Dansaert haar bedrijf naar Haaltert in Oost-Vlaanderen.

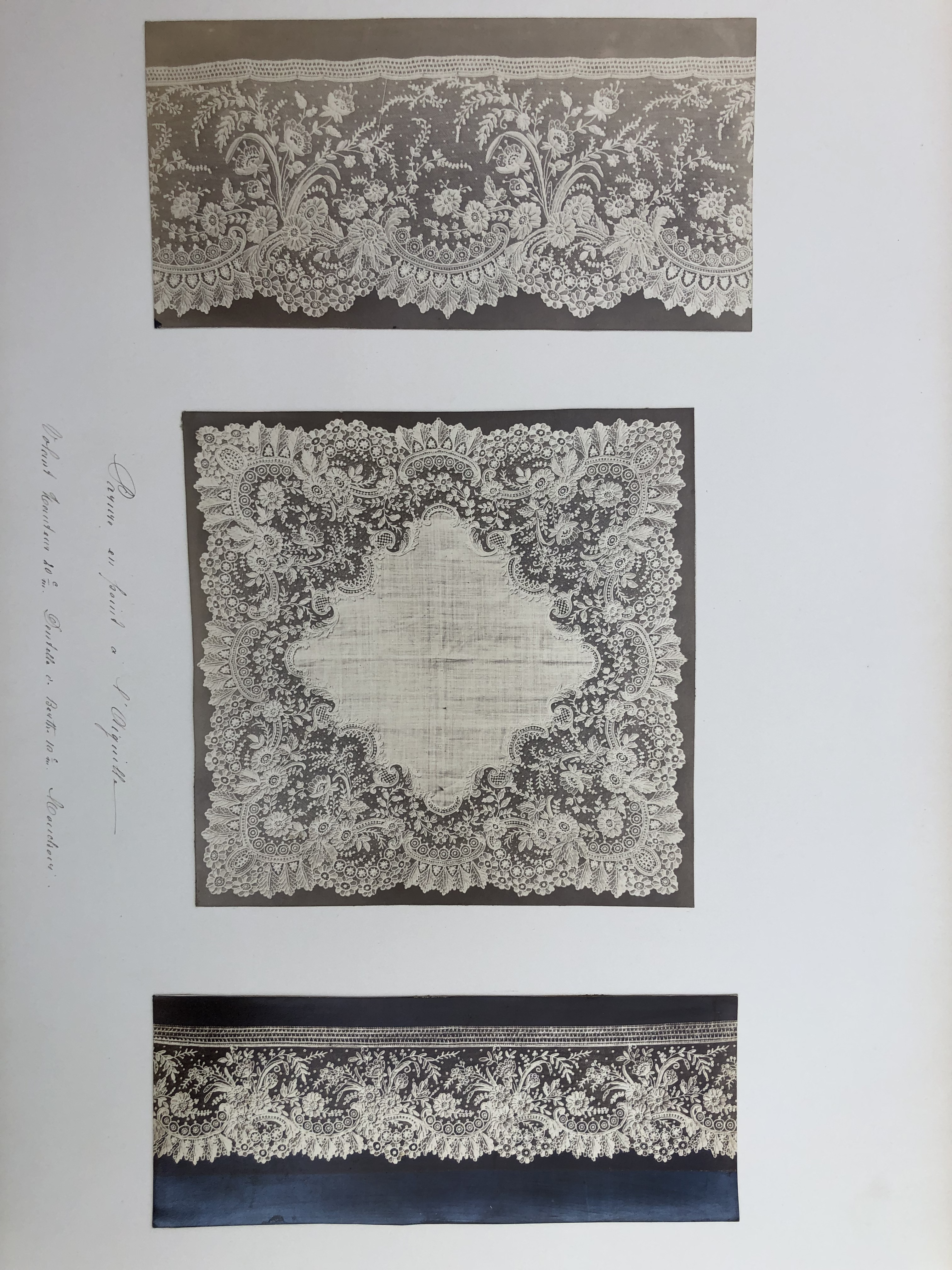
Kant door Jenny Minne-Dansaert

Jenny Minne-Dansaert stichtte de Sint-Annaschool, een kantschool in het gehucht Eeckent, die gespecialiseerd was in fijne naaldkant en waar onder haar leiding nieuwe modellen werden gemaakt. Zij stichtte ook een kantklosschool in Sint-Gilles. Zij stond ook in contact met de kantschool van het klooster van Herne. In die tijd waren de kantwerkscholen echte ateliers waar men van jongs af kwam en dikwijls bleef tot het huwelijk. Door het vermijden van de tussenpersonen kon zij de fabricagekosten drukken en hogere lonen toekennen dan in andere fabrieken, waardoor zij de betere kantwerksters uit de streek kon aantrekken.
Door het rechtstreekse contact tussen de fabrikant en de kantwerksters kon de fabrikant beter toezicht houden op alle stadia van de kantproductie en zo de kwaliteit ervan verbeteren. Zij leidde de arbeiders op, verdeelde het werk met inachtneming van de bijzondere vaardigheden van de verschillende leerlingen en besliste over de verloning.
Deze kantscholen hielden op te bestaan in 1914, door de oorlog en omdat  het algemeen onderwijs verplicht werd. De meest gespecialiseerde arbeiders werkten in de werkplaatsen in Haaltert-Eeckent, de anderen thuis, in de onmiddellijke omgeving of in de scholen. De drie kantscholen telden 300 tot 350 leerlingen en er werkten tot 1000 arbeiders thuis.
Haar kanthuis is gespecialiseerd in naaldkant: Brussel, Venetië, Burano, Alençon, Argenta en kant met klosjes die verwant zijn aan de Brusselse steek: applicatie, hertogin, Engeland.
Jenny Minne-Dansaert leverde haar producten rechtstreeks aan de belangrijkste modehuizen in Parijs, New York, Chicago, Londen, Liverpool en Barcelona. Zij leverde aan de Marshall Field and Company in Chicago, aan het Maison du Bon Marché in Parijs.
De firma Minne-Dansaert was een van de belangrijkste kantateliers. Ze stelden tentoon op grote internationale tentoonstellingen: Internationale Tentoonstelling van Antwerpen van 1885, Universele Tentoonstelling van Parijs van 1889 (Grand Prix) vervolgens van 1900 (gouden medaille) en tentoonstelling van 1904 (Grand Prix), Universele Tentoonstelling van Antwerpen in 1894 (Grand Prix), Universele Tentoonstelling van Saint-Louis in 1904 (Grand Prix), Londen, Edinburgh en Rome.
Zij ging persoonlijk naar de Wereldtentoonstelling van Chicago in 1893, waar haar huis een van de vier aanwezige Belgische kantwerkproducenten was. Zij nam deel aan de afdeling Kunst en Handwerk, geïnstalleerd in het huis van de Vrouw, dat deel uitmaakte van de eerste Amerikaanse feministische golf.
Zelf was zij een overtuigd feministe en in een verslag aan de Voorzitter van de Belgische Tentoonstellingscommissie verheugde zij zich erover dat de Amerikaanse teken- en stagescholen toegankelijk waren voor zowel mannen als vrouwen "hetgeen krachtig heeft bijgedragen tot de ontwikkeling van het respect voor de vrouw en de gewoonte, bij mannen, haar als gelijken te beschouwen en te behandelen".
De wereldtentoonstelling van 1905 in Luik was een belangrijke stap voor de firma Minne-Dansaert. Het won drie keer de grote prijs.
Begin 1905 nam de firma Minne-Dansaert met de Belgische vereniging "Les Arts de la femme" deel aan de internationale tentoonstelling van volkskunst georganiseerd door de Lyceum Club van Berlijn, een vereniging van "onafhankelijke vrouwen, met een bijzondere belangstelling voor kunst, wetenschap en sociale belangen". Het merendeel van de ingezonden werken bestaat uit kantwerk, dat volgens Mathilde Mayer, de voorzitster van Women's Arts, "het beste voorbeeld van volkskunst voor vrouwen" is. Dankzij de "traditionele stukken" gepresenteerd door Prinses Clémentine, de huizen van Daimeries-Petitjean en Minne-Dansaert en de Mechelse school, kreeg de vereniging een hoge onderscheiding.
Van 1905 tot 1909 schonk Jenny Minne-Dansaert een aantal stukken aan de Koninklijke Musea voor Kunst en Geschiedenis in Brussel. De Musea verwierven ook stukken zoals een waaierblad dat tentoongesteld werd op de Wereldtentoonstelling van Luik in 1905 in het kader van een wedstrijd ter viering van 75 jaar Belgische onafhankelijkheid: monumenten, landschappen en planten uit de negen provincies en Kongo waren vertegenwoordigd. Zij was geassocieerd lid van de Société des Amis des Musées royaux de l'État in Brussel.
Jenny Minne-Dansaert had aan het eind van haar leven een woning in Parijs, samen met Emile Miard. Zij overleed er plotseling op 63-jarige leeftijd. Haar activiteiten werden overgenomen door verschillende plaatselijke industriëlen.

## Stijl

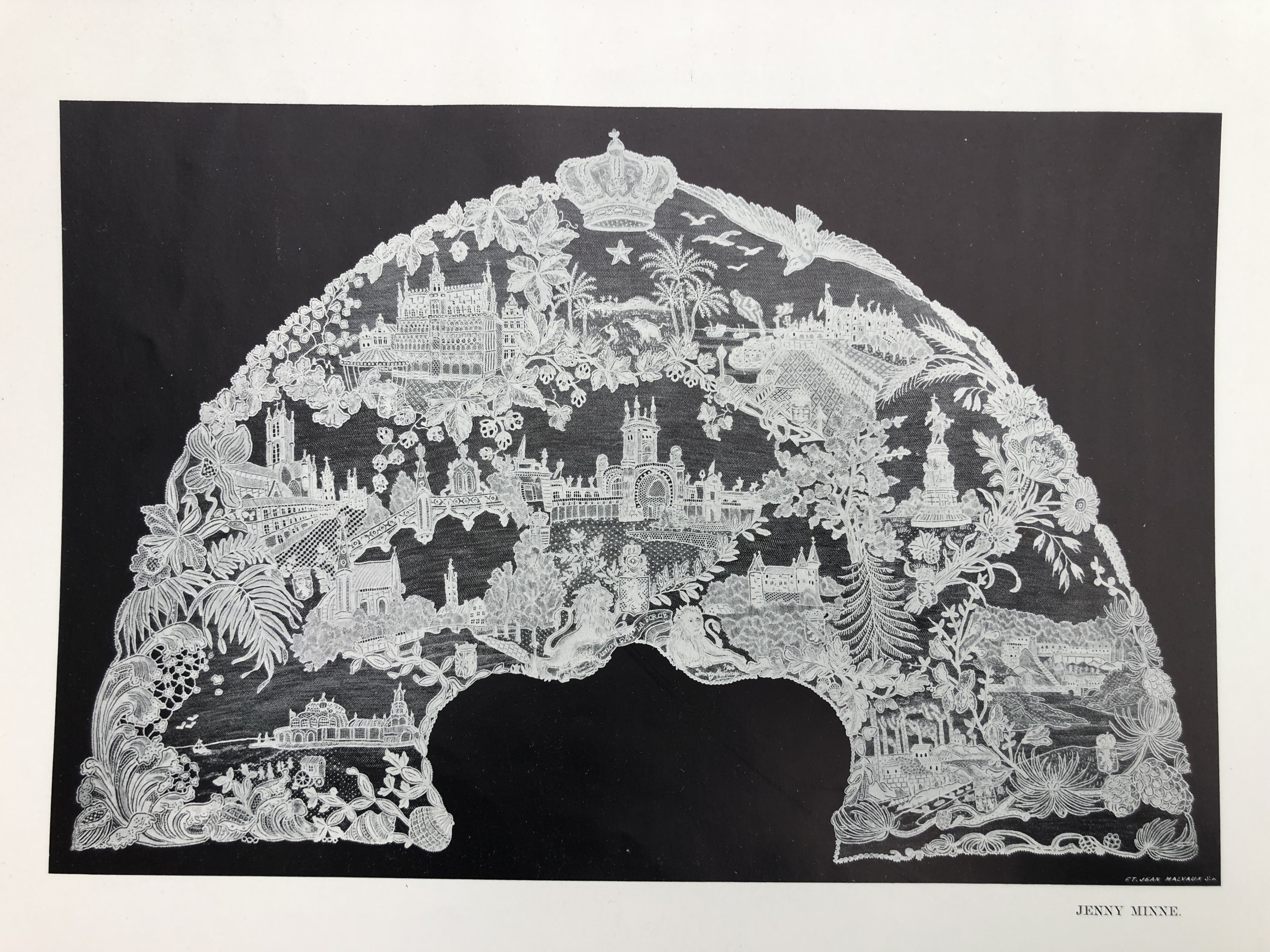
Kanten waaier gemaakt door Jenny Minne-Dansaert voor de wereldtentoonstelling van 1905 in Luik

Jenny Minne-Dansaert reageerde op de uitdaging van de mechanische productie, die toen in volle ontwikkeling was, door zeer verfijnde werken te maken. Deze weg leek echter al snel geen toekomst meer te hebben. Daarna wijdde zij zich meer aan het kopiëren van oude werken, die zij verbeterde in stijl, precisie en nuance. Zij werd ook geïnspireerd door de schilderkunst, maar kantwerk bood niet genoeg flexibiliteit om echt succesvol te zijn. Haar onderwerpen  zijn vaak een beetje sentimenteel en voorwerp van kritiek, maar de virtuositeit van de uitvoering levert ook veel waardering op.
Haar stijl bleef ver verwijderd van de Art-nouveau die in het begin van de 20e eeuw in volle opgang was. Het is trouwens pas met de tentoonstelling van 1900 in Parijs, dat men de eerste stukken kant ziet die door deze school zijn geïnspireerd. Op de Luikse tentoonstelling van 1905 integreerde Jenny Minne-Dansaert een zekere moderniteit in haar werk, met name met de nieuwe Eeckent-steek die op de Parijse tentoonstelling van 1900 werd voorgesteld, maar zij plaatste de perfectie van het technisch erfgoed nog steeds op de voorgrond. Deze evolutie kan worden toegeschreven aan de noodzaak om het cliënteel uit te breiden.

## Enkele werken

### De geboorte van Venus - inlegwerk voor kousen
Het Textielmuseum van St. Gallen bezit een paar met gaassteek ingelegde kousen uit de collectie Iklé, die door verschillende bronnen en catalogi aan het Huis Minne-Dansaert worden toegeschreven. Het kantwerk stelt de Geboorte van Venus voor met een overvloed aan zee- en hemelse elementen.

### Het doopkussen
Deze kussenhoes werd aan prinses Elisabeth, de toekomstige koningin van België, geschonken ter gelegenheid van de geboorte van haar zoon, de toekomstige koning Leopold III, door een liefdadigheidsinstelling die zij steunt, het Œuvre du Grand Air. De Koninklijke Musea voor Kunst en Geschiedenis verwierven het in 2003, toen de garderobe van prinses Lilian, de tweede echtgenote van Koning Leopold III, werd opgeruimd. Het doopkussen is een complexe creatie, met een inleg van gaassteek en een volant in Engelse steek, een specialiteit van de firma Minne-Dansaert. Het ontwerp, zeer realistisch, stelt in de drie hoeken van het motief de kroon van het koninkrijk voor met daaromheen een landschap met een kind dat naar de zon en de zee rent en elementen van de architectuur.

### De waaier van het Greenwich waaiermuseum
Deze waaier, die sinds 2009 wordt bewaard in het Waaiermuseum in Greenwich, heeft een kanten blad bewerkt door Jenny Minne-Dansaert en een ivoren lijst gesigneerd door de tabletier Louis-Honoré Henneguy en wordt gepresenteerd in een doos met de naam 'Ernest Kees Fabriques d'éventails 28 rue du Quatre septembre, Paris'. Het is gedateerd uit het begin van de jaren 1890. Dit blad, met een zeer drukke en realistische tekening, met veel aandacht voor detail, beeldt de ontvoering van Helen uit, met een zonsondergang met bloemen, schelpen en zeemeeuwen die over de oceaan vliegen.

## Collecties
De werken van Jenny Minne-Dansaert bevinden zich in verschillende musea: het Metropolitan Museum of Art, de Koninklijke Musea voor Kunst en Geschiedenis in Brussel, het Rijksmuseum van Amsterdam, het Waaiermuseum in Greenwich, het Textielmuseum in St. Gallen en in particuliere collecties, zoals de Iklé-collectie.

## Onderscheidingen
- Ridderkruis in de Leopoldsorde
- Officier van het Openbaar Onderwijs van Frankrijk